# Rosemary Theby
Rosemary Theby est une actrice américaine née le 8 avril 1892 à Saint-Louis dans le Missouri (États-Unis), décédée le 10 novembre 1973 à Los Angeles en Californie.

## Biographie
Elle joue le rôle d'une espionne allemande dans À côté du bonheur, film réalisé par D. W. Griffith en 1918. Elle a joué également dans de nombreuses comédies burlesques.

## Filmographie

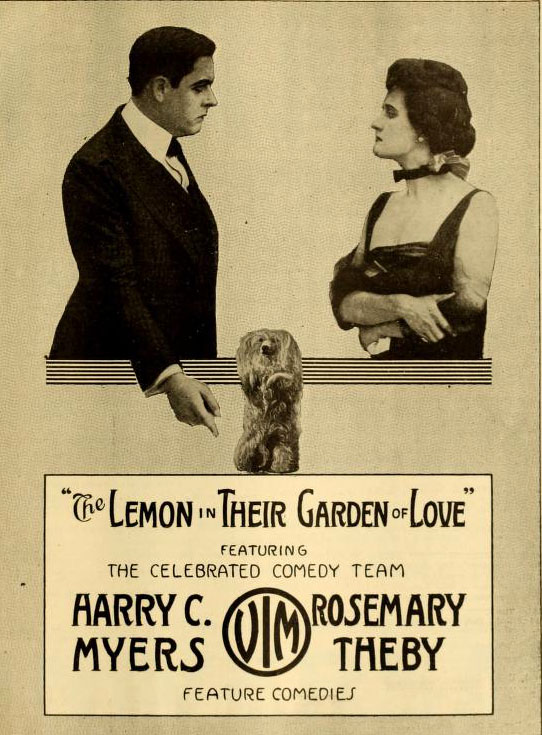
The Lemon in Their Grove (1916)

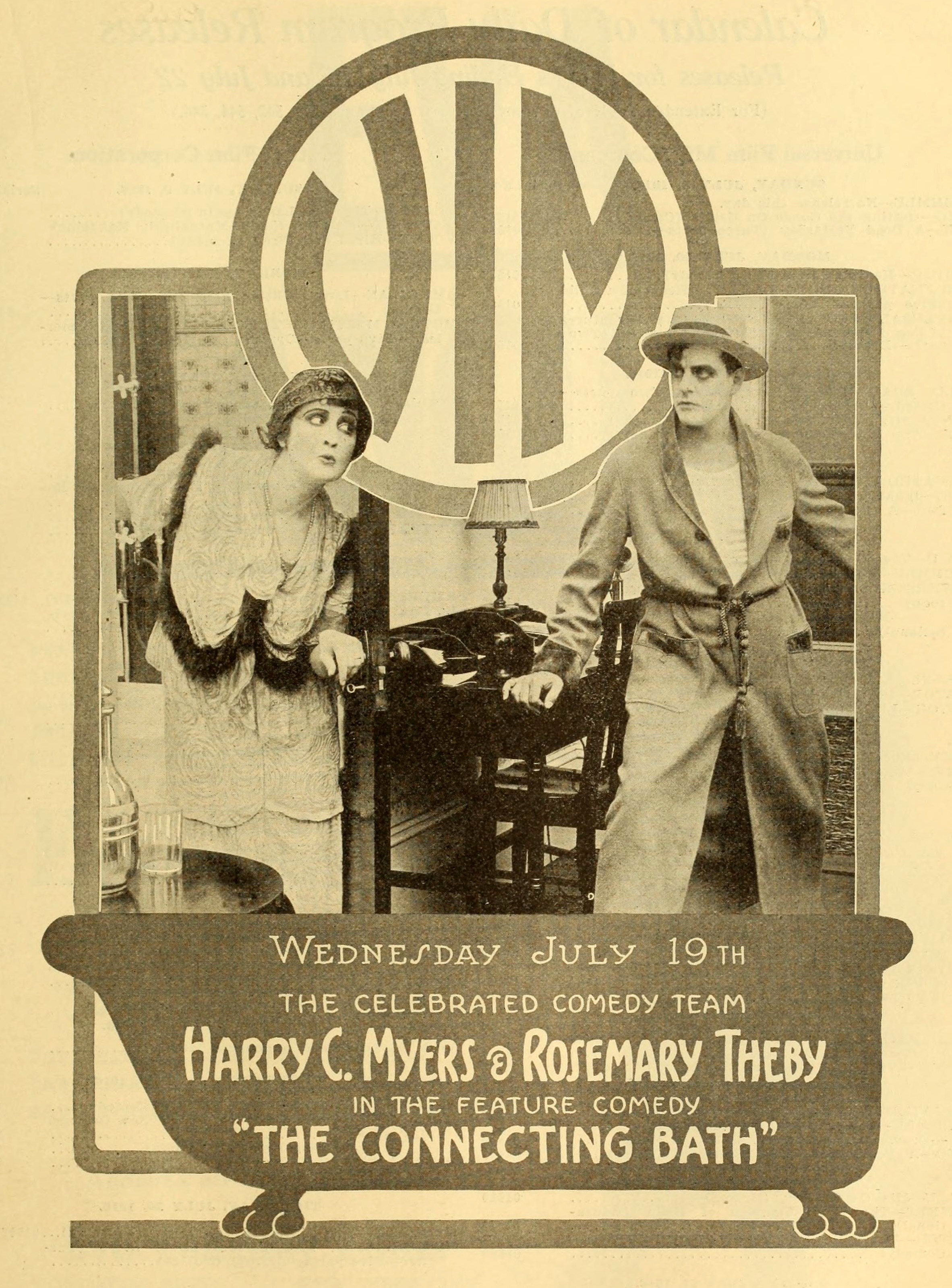
The Connecting Bath (1916)

### Années 1910
- 1911 : The Sacrifice
- 1911 : A Geranium
- 1912 : A Red Cross Martyr; or, On the Firing Lines of Tripoli
- 1912 : Irene's Infatuation
- 1912 : Mr. Bolter's Infatuation
- 1912 : The Illumination : Ruth, la fiancée de Giuseppe
- 1912 : His Father's Son : la petite amie de Dick
- 1912 : Love in the Ghetto : la fille
- 1912 : An Eventful Elopement : la fille
- 1912 : Rock of Ages
- 1912 : Wanted, a Sister
- 1912 : The Light of St. Bernard : Marie
- 1912 : A Juvenile Love Affair : la mère de la jeune fille
- 1912 : The Two Battles
- 1912 : Written in the Sand : Norma
- 1912 : A Fortune in a Teacup : Sybil
- 1912 : As You Like It (en) : Celia
- 1912 : The Godmother : la troisième fille
- 1912 : Father's Hot Toddy
- 1912 : The Mills of the Gods : Giulia
- 1912 : The Hand Bag : la petite amie de Frank
- 1912 : The Awakening of Bianca
- 1912 : The Reincarnation of Karma : Qunitreea
- 1913 : Betty's Baby : Betty
- 1913 : The Adventure of the Ambassador's Disappearance : l'infirmière
- 1913 : The Little Minister
- 1913 : Off the Road : Estelle Farrar
- 1913 : The Classmate's Frolic : la copine de classe
- 1913 : The Weapon : Dorothy, la nièce de Grey
- 1913 : Out of the Storm : Mrs. Harrison, une riche veuve
- 1913 : The Web : Beatrice
- 1913 : A Fighting Chance : Mrs. Wynn
- 1913 : A Soul in Bondage
- 1913 : Cupid Through a Keyhole
- 1913 : A Husband's Trick
- 1913 : One Can't Always Tell (en) de Van Dyke Brooke
- 1913 : A Modern Psyche
- 1913 : The Bachelor's Baby, or How It All Happened : Ethel Wynne
- 1913 : The Silver Cigarette Case : une chanteuse d'opéra
- 1913 : The Tangled Web
- 1913 : Ashes
- 1913 : The Wager
- 1913 : The Master Painter
- 1913 : Maria Roma
- 1913 : The Fight for Right
- 1913 : Better Days : Mrs. Gordon
- 1913 : The Glow Worm
- 1913 : The Stolen Woman
- 1913 : The Missing Ring
- 1913 : Targets of Fate
- 1913 : The Silver Bachelorhood
- 1913 : The Power of the Sea
- 1914 : Thumb Prints and Diamonds
- 1914 : His Wife
- 1914 : The Rock of Hope
- 1914 : The Bride of Marblehead
- 1914 : The Little Gray Home
- 1914 : The Accusation
- 1915 : Fathers Three
- 1915 : Men at Their Best
- 1915 : The Cards Never Lie
- 1915 : The Hard Road
- 1915 : A Romance of the Backwoods
- 1915 : The Danger Line
- 1915 : Playing with Fire
- 1915 : Saved by a Dream
- 1915 : The Artist and the Vengeful One
- 1915 : Father's Money
- 1915 : Baby
- 1915 : The House of a Thousand Relations
- 1915 : Mumps
- 1915 : We Should Worry for Auntie
- 1915 : The Cheval Mystery
- 1915 : The Prize Story
- 1915 : The Earl of Pawtucket : Harriet Putnam
- 1915 : My Tomboy Girl
- 1915 : The Man of Shame : Julia
- 1915 : He Was Only a Bathing Suit Salesman
- 1915 : Father's Child
- 1916 : Man and Morality
- 1916 : High Fliers
- 1916 : In the Night
- 1916 : The Pipe Dream
- 1916 : Love's Spasms
- 1916 : The Model Husband
- 1916 : The Lathered Truth
- 1916 : Object -- Matrimony
- 1916 : Housekeeping
- 1916 : The Latest in Vampires
- 1916 : Baby's Toofs
- 1916 : Artistic Atmosphere
- 1917 : The Hash House Mystery
- 1917 : The Delicatessen Mystery
- 1917 : Jumping Jealousy
- 1917 : Rusticating
- 1917 : Police Protection
- 1917 : The Winged Mystery : Shirley Wayne
- 1918 : The Midnight Patrol d'Irvin Willat : Patsy O'Connell
- 1918 : Bright and Early de Charley Chase : sa fille
- 1918 : The Rogue d'Arvid E. Gillstrom : la sœur
- 1918 : The Straight and Narrow (en) de Charley Chase
- 1918 : À côté du bonheur (The Great Love) de D. W. Griffith : Miss Corintee
- 1918 : Boston Blackie's Little Pal : Mrs. Wilmerding
- 1918 : Unexpected Places : Chérie
- 1918 : The Silent Mystery de Francis Ford : Kah, la prêtresse
- 1918 : Love's Pay Day : Judith Bretans
- 1919 : When a Woman Strikes
- 1919 : The Spender : l'aventurière
- 1919 : La Fleur enchantée (Heartsease) de Harry Beaumont : Lady Neville
- 1919 : Faith : Charity Garvice
- 1919 : Peggy Does Her Darndest (en) de George D. Baker : Eleanor Ensloe
- 1919 : The Hushed Hour : Daisy Appleton
- 1919 : The Amateur Adventuress : Flossie
- 1919 : Upstairs and Down (en) de Charles Giblyn : Betty Chesterton
- 1919 : Tangled Threads : Rita Kosloff
- 1919 : Yvonne from Paris : Cecile
- 1919 : The Mystery of 13 : Marian Green
- 1919 : Are You Legally Married? : June Redding

### Années 1920
- 1920 : The Butterfly Man, de Ida May Park : Mrs. Fielding
- 1920 : Rio Grande : Maria Inez
- 1920 : Terror Island (it) de James Cruze : Stella Mourdant
- 1920 : A Splendid Hazard : Hedda Gobert
- 1920 : Whispering Devils : Audrey Lesden
- 1920 : Married to Order de Charley Chase : Rose
- 1920 : The Little Grey Mouse : Hedda Kossiter
- 1920 : Kismet : Kut-al-Kulub
- 1920 : Unseen Forces : Winifred
- 1920 : Jouets du destin (Dice of Destiny) : Agnes
- 1921 : Partners of Fate : Frances Lloyd
- 1921 : Le Fils de l'oncle Sam chez nos aïeux (A Connecticut Yankee in King Arthur's Court : La reine Morgan le Fay
- 1921 : Good Women : Katherine Brinkley
- 1921 : La Tare (Shame) de Emmett J. Flynn : la tisseuse de rêves
- 1921 : Hickville to Broadway : Sibyle Fane
- 1921 : Across the Divide : Rosa
- 1921 : Fightin' Mad : Nita de Garma
- 1921 : L'Épervier noir (The Last Trail) d'Emmett J. Flynn : Chiquita
- 1922 : Yellow Men and Gold : Carmen
- 1922 : I Am the Law d'Edwin Carewe : Mme Georges Mordeaux
- 1922 : Rich Men's Wives : Mrs. Lindley-Blair
- 1922 : More to Be Pitied Than Scorned : Josephine Clifford
- 1922 : La Duchesse de Langeais (The Eternal Flame), de Frank Lloyd : Madame de Serizy
- 1923 : Un drame en Polynésie (Lost and Found on a South Sea Island) : Madge
- 1923 : Your Friend and Mine : Mrs. Beatrice Mason
- 1923 : Slander the Woman : Madame Redoux
- 1923 : The Girl of the Golden West : Nina Micheltorena
- 1923 : The Rip-Tide : Comtesse Dagmar
- 1923 : Un nouveau Napoléon (Tea: With a Kick!) de Erle C. Kenton : Tante Pearl
- 1923 : In Search of a Thrill : Jeanne
- 1923 : Le Petit Prince (Long Live the King) de Victor Schertzinger : Comtesse Olga
- 1924 : Pagan Passions : Dreka Langley
- 1924 : A Son of the Sahara : Rayma
- 1924 : Behold This Woman : Calavera
- 1924 : The Red Lily : Nana
- 1924 : Secrets of the Night : Mrs. Lester Knowles
- 1924 : So Big : Paula Storm
- 1925 : As Man Desires : Evelyn Beaudine
- 1925 : The Re-Creation of Brian Kent (en) : Mrs. Kent
- 1925 : One Year to Live : Lolette
- 1925 : Fifth Avenue Models : Tory Serecold
- 1925 : Wreckage : Margot
- 1926 : The Truthful Sex
- 1927 : Riding to Fame : Marge
- 1927 : Les Forçats du pinceau (The Second 100 Years)
- 1927 : A Bowery Cinderella : Mrs. Chandler
- 1928 : A Woman Against the World : la gouvernante
- 1928 : The Port of Missing Girls : la directrice de l'école
- 1928 : À la soupe (From Soup to Nuts) de Edgar Kennedy : Une invitée au dîner
- 1928 : The Chinatown Mystery de J. P. McGowan
- 1929 : Girls Who Dare : Alabam' Kenyon
- 1929 : Midnight Daddies de Mack Sennett
- 1929 : The Dream Melody : Alicia Harrison
- 1929 : Trial Marriage : Mrs. George Bannister
- 1929 : The Peacock Fan : Mrs. Rossmore
- 1929 : Montmartre Rose

### Années 1930
- 1930 : Scotch
- 1930 : Sugar Plum Papa
- 1930 : Bulls and Bears
- 1930 : He Trumped Her Ace
- 1930 : Midnight Daddies : la femme de Wilbur
- 1931 : Ten Nights in a Barroom (it) : Sarah Morgan
- 1931 : Who's Who in the Zoo
- 1931 : Taxi Troubles
- 1932 : Doctor's Orders
- 1933 : The Fatal Glass of Beer : Mrs. Snavely
- 1935 : Wings in the Dark : la secrétaire de Rockwell
- 1935 : The Drunkard : Mrs. Jackson
- 1935 : L'Homme sur le trapèze volant (Man on the Flying Trapeze) de Clyde Bruckman : la passante
- 1936 : Neighborhood House
- 1936 : Tonnerre sur la cité ardente (San Francisco)
- 1936 : His Brother's Wife
- 1936 : Yours for the Asking : une femme
- 1936 : C'est donc ton frère (Our Relations)
- 1936 : One Rainy Afternoon, de Rowland V. Lee
- 1937 : Rich Relations
- 1937 : Place aux jeunes (Make Way for Tomorrow) : une femme
- 1937 : The Devil Is Driving
- 1937 : Vogues 1938 (Vogues of 1938) d'Irving Cummings : figurante
- 1938 : Vous ne l'emporterez pas avec vous (You Can't Take It with You) de Frank Capra : une femme
- 1939 : Undercover Doctor : une invitée

### Années 1940
- 1940 : Tumak, fils de la jungle (One Million B.C.) : Shell Person